# Aldehyd mlekowy
Aldehyd mlekowy – organiczny związek chemiczny z grupy aldehydów. Jest substancją barwiącą skórę i wywołującą efekt sztucznej opalenizny.